# Arjen Goodijk
Arjen Goodijk (Oldeklooster (Wonseradeel), 19 oktober 1886 – Sneek, 2 december 1952) was een Nederlandse architect.

## Leven en werk
Goodijk werd geboren in Oldeklooster, onder Hartwerd, als enige zoon van veehouder Gerrit Goodijk en Wietske Alberda. Hij studeerde bouwkunde in Amsterdam en vestigde zich als architect in Sneek. Hij ontwierp onder meer de gemeentehuizen voor de toenmalige gemeenten Baarderadeel en Doniawerstal, die beide zijn aangewezen als rijksmonument. 
Na de Tweede Wereldoorlog werd hij benoemd tot lid van de Provinciale Commissie voor oorlogs- of vredesgedenktekens, die de minister van Onderwijs, Kunsten en Wetenschappen adviseerde over de plaatsing van oorlogsmonumenten. Hij was zelf als architect betrokken bij het ontwerp van onder meer het oorlogsmonument in Sneek (1950), De Hoanne in Tjalhuizum (1951) en het monument voor de gevallenen in Woudsend (1954), waarvan het beeldhouwwerk werd uitgevoerd door zijn zwager Willem Valk. Goodijk werd in 1948 ook lid van de Adviescommissie Monumentenzorg en was bestuurslid van de VVV in Sneek en de Bond van Nederlandse Architecten.
Goodijk was een fervent schaatser, hij reed viermaal de Elfstedentocht. Hij overleed aan een hartaandoening tijdens het schaatsen bij het door hem ontworpen Paviljoen Sneekermeer.

## Werken (selectie)
- Dubbel woonhuis aan de Stationsstraat 9 en 11 in Sneek (ca. 1920)
- Twee vrijstaande woningen aan de kanaalstraat 9 en 10 ( ca.1930 )
- Woonhuis aan de Veenweg in Halfweg (1924), voor zwager en zus Willem en Ella Valk-Goodijk
- Paviljoen Sneekermeer (1927)
- Paviljoen-hotel in Sneek (1932)
- Huishoudschool in Sneek (1935)
- Gemeentehuis Baarderadeel in Mantgum (1938-1939)
- Osinga State, gemeentehuis van Doniawerstal in Langweer (1939-1940)
- Christelijke Lagere school in Nijemirdum (1952)
- Monument voor de gevallenen (1954), Ald Tsjerkhôf, Woudsend